# Заплавка
Запла́вка — село в Україні, у Самарівському районі Дніпропетровської області. Населення на 2017 рік становить 511 осіб. З 2019 року входить до складу Чернеччинської сільської громади.

## Географія
Село Заплавка розташоване на півночі області над річкою Заплавка, вище за течією на відстані 5 км розташоване село Котовка, нижче за течією примикає село Мусієнкове. Від неї ж і походить назва села. На території села протікають пересихаючі струмки та запруди. Історико-географічно належить до Приорілля.

## Історія
Поблизу села було знайдено поховання кочовика VIII ст., яке вчені розглядають як свідоцтво пересування через Приорілля племен булгар або, що найімовірніше, хозар. У похованні були виявлені кістки коня та речі кінської упряжі, гострий меч довжиною 67 см із залишками дерев'яних піхв, залізний ніж та інші речі.
Впродовж XVIII ст. для запорізьких козаків та татар набіги припинили були основним джерелом прибутків. Мешканцям степу довелося пристосовуватися до нових реалій. Зневажливе ставлення основної маси козацтва до тих, хто займався сільським господарством та торгівлею, відходить у минуле. Розпочинається бурхливий економічний розвиток краю, не в останню чергу пов'язаний з діяльністю кошового отамана Петра Калнишевського. Виникла потреба у більшій кількості робочої сили, що призвело до активного переселення. Запорізький кіш ретельно стежив, щоб на вільних землях не з'являлися люди без їхнього дозволу. Тому першими поселенцями села були козаки. Їхні нащадки і зараз населяють Заплавку. Це Перескоки, Сліпки, Пугачі, Пилипенки. Козаки осідали на найкращих землях і обирали поміж себе отамана.
Місцеві легенди містять у собі відголоси ранньої історії села. Так, згідно однієї з них, під курганом Іва, розташованого коло села, існував підземний підхід, куди ховалися козаки під час небезпеки. Там також був склад, частиною якого заволодів Іван Перескік. Йому припало 2 пороховиці (великі вози) мідних грошей. Як розпорядитися цими грошима козак не знав, адже був неосвічений, і тому ці гроші у нього видурив пан Алєксєєв (з внуком якого мав дружбу Д.І. Яворницький), який приїздив на літо у сусіднє село Котовка. За гроші Перескока він накупив собі земель і став поміщиком. Інша легенда пов'язана з подальшим заселенням села, та розповідає, про те, як мешканці  села Ряське, що знаходиться неподалік від Заплавки, через Оріль, бачивши вільні заплавські землі хотіли на них поселитися. Вони приїхали до місцевого отамана, того ж таки Івана Перескока, привезли йому у якості хабара вівсянки (дрібної риби), а його жінці червоні чобітки, що і вплинуло на рішення розподілити вільні землі між селянами з Ряського.
Після ліквідації Запорізької Січі, її територію було приєднано безпосередньо до Російської імперії. Розпочали діяти нові порядки. Села тепер мали бути або державні, тобто такі, у яких селяни відбували повинність на користь уряду, та були прикріплені до землі, однак вважалися особисто вільними, чи поміщицькі, у котрих селяни вже були особисто залежні від поміщика. Згідно з "Положенням об обязаних поселянах" від 20 вересня 1804 року законодавчо закріплюється селянська повинність, а Заплавські хутори перетворюються на державне село. Згідно записів етнографа Івана Манжури, у цей час місцевий житель Синєгуб намагався отримати у власність землі та кріпаків шляхом обману: "якъ увелы „положеніе" Сынегубъ и поселився у Заплавци и почавъ до себе хрестьянъ наклыкаты. Тоди саме пишла така казенщина и городъ (Екатеринославъ) строилы, выгоняли и шляхи копаты заставляли, то було винъ и мане: идить до мене, поможете мени що по хазяйству управити, а я васъ на казенщину не дамъ. Отто и йшли люде. Годъ шисть росказують и добре було. Прывезе було чоловикъ ёму визъ очерету, та дровъ воза тры, а въ литку съ хлибомъ поможе управытысь—та и уся робота. А то уже якъ выйшло шисть годъ - винъ ихъ и подпысавъ пидъ себе на викы; та такъ дило и зашерхло ажъ до воли"

Після губернських реформ Катерини ІІ та Олександра І Заплавка адміністративно потрапляє до Ряської волості, Констянтиноградського повіту, Полтавської губернії. Примітно, що всі сусідні поселення входили до складу Новомосковського повіту Катеринославської губернії, а самі заплавські землі утворювали своєрідний "коридор" що починався коло шевських хуторів і тягнувся до Ряського (див.мапу). Такий дивний адміністративний поділ можна пояснити тим, що серед жителів заплавських хуторів було багато переселенців, власне, з Ряського.

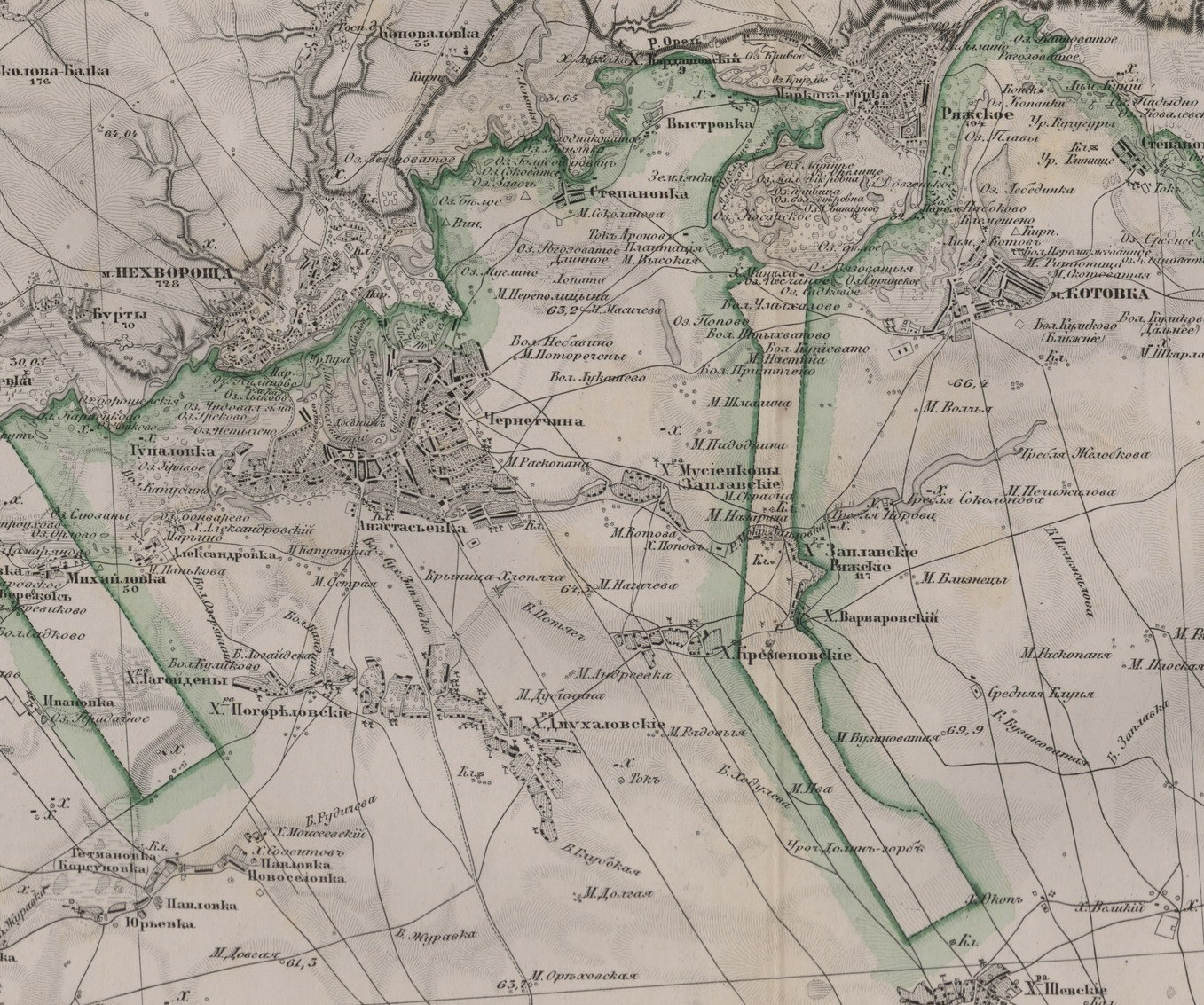
Фрагмент військово-топографічної карти, так звана "трьохверстовка". Редакція 1869 року. Зображення заплавських хуторів та оточуючих поселень. Можна помітити своєрідний "коридор" заплавських земель, що належали до Полтавської губернії, на території Катеринославської губернії.

У 1859 р. Заплавка числиться козацькими хуторами в котрих нараховувалось 49 дворів з населенням 245 осіб (117 чоловіків та 128 жінок).
1885 року колишнє державне село Заплавка нараховувало 450 мешканців, 68 дворів, 12 вітряних млинів і було другим, за чисельністю жителів, населеним пунктом Ряської волості. Діяла православна каплиця.
Згідно з першим всеросійським переписом населення 1897 р. населення Заплавки становило 761 мешканець, з котрих 373 чоловіки, 388 жінки. Православними за віросповіданням вказані всі мешканці. В селі була побудована  дерев'яна Троїцька церква, при якій діяла церковно-приходська школа. На 1895 рік священником у ній був Яків Іванович Вишневецький, а дияконом Петро Омелянович Кудрявцєв.
Напередодні Першої світової війни, у 1912 році, у селі мешкало 1012 жителів, з них 518 чоловіків та 494 жінок.
У 1917 році село потрапляє у вир революції. У листопаді Заплавка входить до проголошеної Української Народної Республіки. Вже у грудні було встановлено радянську окупацію. Утворився революційний комітет, який проводив аграрну реформу.
У квітні 1918 року українські сили відновлюють контроль над краєм спільно з німецько-австрійськими військами, які базувалися в основному в Котівці.
На початку 1919 року більшовики знову захоплюють село, та починають впровадження політики воєнного комунізму. Це призвело до зростання невдоволення серед мешканців села. Із заплавчан було організовано загін, який протидіяв більшовикам, проте він був розгромлений ревкомом з Котівки.
На території села також побували денікінці, загони Нестора Махна та Матвієнка.
У 1929-1930 рр. на заплавських землях почалася колективізація, утворені колгоспи: «Надія» і «Незаможник». Досвід утворення колективних господарств був у Заплавці ще з 1920 року. Протягом 1920-1924 років за ініціативи М.С. Березовський та Ю.Г. Журавель була створена сільськогосподарська артіль під назвою "Перша Заплавська артіль", яка займалася вирощуванням баштану на землях колишнього поміщика Урусова.
Під час голоду 1932 – 1933 рр. в кожному дворі вмирало 2 – 3 чоловік. 9 липня 1933 року до садиби піонера-колгоспника Микити Сліпка пробралися двоє місцевих, котрі, страждаючи від голоду, вдалися до зрізання колосків жита. На хлопця, що раптово застав у себе злодіїв, було зчинено замах. Цим випадком скористалася радянська пропаганда, створивши з Микити Сліпка образ піонера-героя. Редакція журналу «Дитячий рух» влітку 1933 року звернулась до комсомольців та ватажків піонерів із закликом: «на прикладах юних героїв Миті Гордієнка, Микити Сліпка й інших піонерів, що показали себе героями в боротьбі з ворогами колгоспної власності, що відважно стерегли колгоспне добро і затримували злодіїв – куркулів, виховайте юними більшовиками і ваших піонерів».
У роки Німецько-радянської війни багато заплавчан воювали на різних фронтах. Жителю села М.А. Завірюха, котрий загинув під час форсування річки Дніпро у 1943 р., було присвоєно звання Героя Радянського Союзу. Не залишились осторонь боротьби і жителі тилу. Щоб зберегти молодь від вивозу в Німеччину, М.А. Алєксандров підтримував зв'язки з лікарями Котівки, які давали фальшиві довідки про непридатність до роботи в Німеччині.
На території навколишніх сіл діяв партизанський загін Івана Демченка. Останній бій, про який розповідає письменник І.Шило у повісті «Зимові громи», відбувся в селі Кременівка. Підрозділи 57-ї армії Степового фронту зайняли Заплавку у ході Полтавсько-Кременчуцької операції 21 вересня 1943-го року. Перед відступом німецькі війська підпалили село, що заподіяло йому великої шкоди.
Відновився колгосп, який згодом почав носити ім'я Григорія Петровського. У 60-х рр. ХХ ст. в ньому було 4 комплексних, 2 тракторні бригади та птахоферма. Розгорнулося будівництво корівників, телятників, конюшень та свинарників. Також було споруджено магазин та восьмирічну школу, котра з 1983 року почала діяти як повна середня. Згідно перепису 1989 р. населення села становило 607 осіб. Після колапсу СРСР колгосп ім.Петровського було реорганізовано на колективно-дольове сільськогосподарське підприємство "Оріль", яке припинило своє існування у 2000 р., а його землі було розпайовано.
У грудні 2019 році село увійшло до складу Чернеччинської сільської громади. У ході адміністративно-територіальної реформи згідно до рішення щодо укрупнення районів з липня 2020 року Заплавка перебуває у складі Самарівського району.

## Сучасність
На місці КДСП «Оріль» з'явилася агрофірма «Хлібодар», яка об'єднала більшість селянських паїв.
Деякі селяни господарюють одноосібно, інші утворили фермерські господарства. Перше фермерське господарство села Заплавка заснував М.Ф.Михалінчик. З господарських підрозділів працює одна свиноферма, тік.
У селі збудована і функціонує середня школа, у якій нараховується 100 учнів, яких навчають 16 вчителів. Діють також фельдшерсько-акушерський пункт, дитячий садок, бібліотека, відділ зв'язку, 3 крамниці.

## Населення
Згідно всеукраїнського перепису 2001 року у Заплавці проживало 616 мешканців. За мовним складом 94,32% населення села рідною мовою вказали українську, 2,44% російську, 1,95% вірменську, 0,81% молдованську, 0,32% білоруську.

## Об'єкти соціальної сфери
- Школа I-III ст.
- Дитячий садок.
- ФАП.
- Будинок культури.
- Відділення поштового зв'язку.
- Бібліотека.

## Пам'ятки
- Меморіал загиблим воїнам.
- Пам'ятник Герою Радянського Союзу М.А. Завірюсі.
- Курган Іва.

## Релігія
У селі розташований Храм Святителя Миколая Чудотворця ПЦУ.

## Галерея

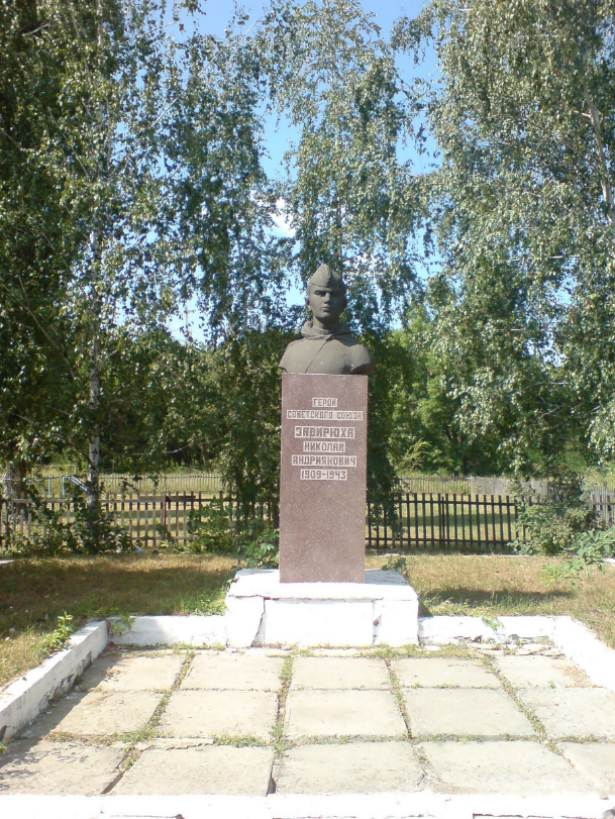
Пам'ятник М.А.Завірюсі
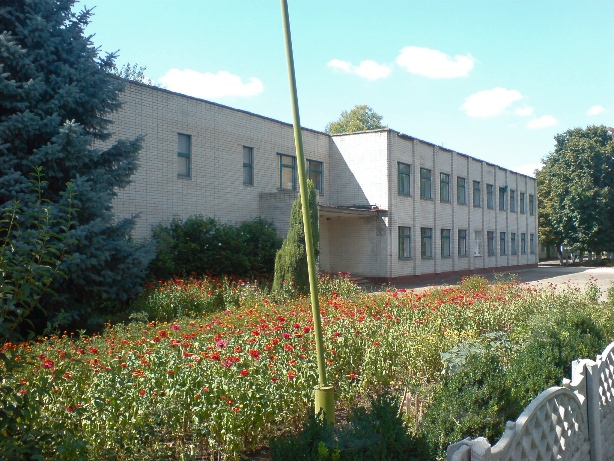
Заплавська середня школа
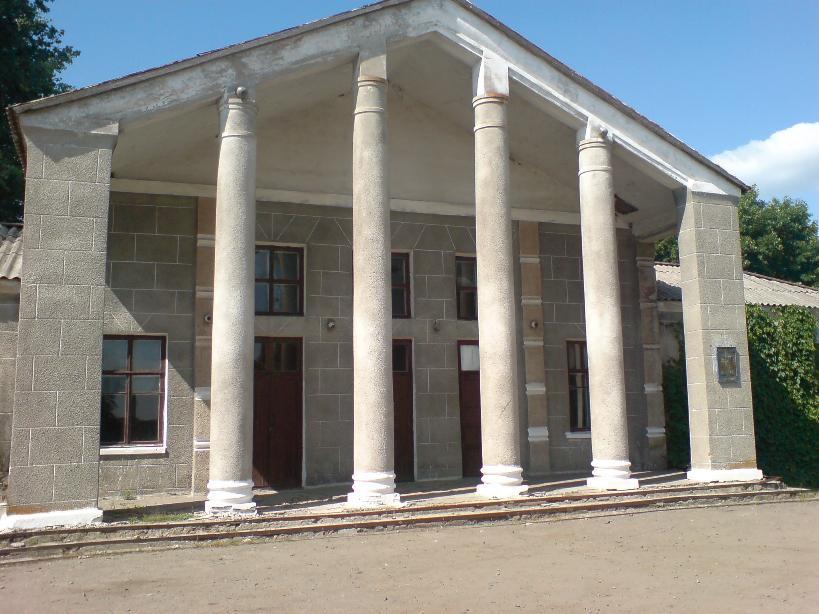
Будинок культури
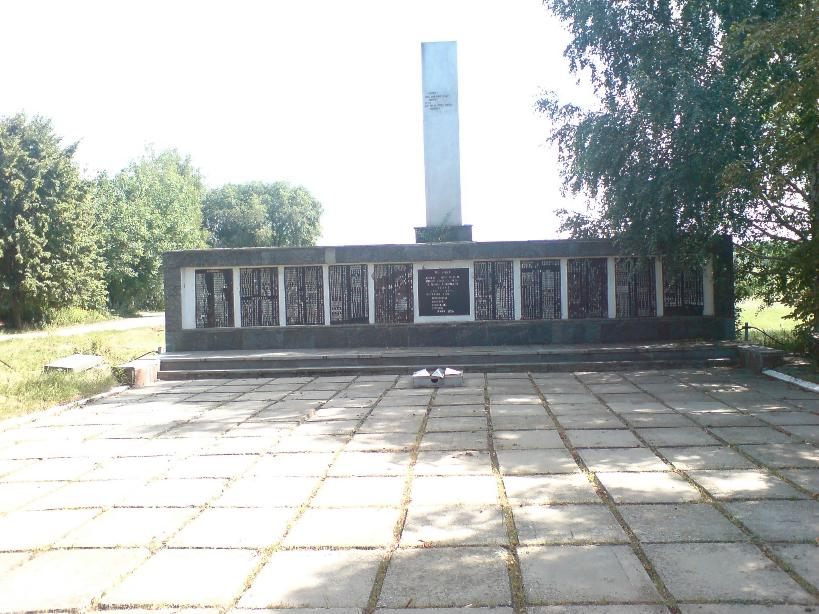
Військовий меморіал